# Холматов, Рустам Курбонназарович
Рустам Курбонназарович Холматов (узб. Rustam Kurbonnazarovich Holmatov ; род. в 1961 году, Аккурганский район, Ташкентская область, Узбекская ССР) — государственный деятель Узбекистана, хоким Ташкентской области (4 июня 2019 года - 30 января 2021 года).

## Биография
Рустам Холматов родился в 1961 году в Ташкентской области. В 1987 году окончил Ташкентский институт народного хозяйства (ныне Ташкентский государственный экономический университет). В 1977 году в совхозе «Аккурган», работал экономистом, далее старшим экономистом, а после главным экономистом. 
В 1995 был назначен первым заместителем хокима Ташкентской области. В 2003 году был назначен хокимом Чиназского и Ниже-Чирчикского районов, а в 2008 был назначен хокимом Ташкентской области. В 2013 году был снят с должности по приказу Ислама Каримова. В 2016 вернулся на должность хокима Бекабадского района Ташкентской области. В 2017 году  назначен заместителем хокима Джизакской области. С октября 2018 года занимал должность первого заместителя по вопросам сельского и водного хозяйства, архитектуры, капитального строительства, развития коммуникаций. 
4 июня 2019 года назначен на должность хокима Ташкентской области. 30 января 2021 освобождён от должности по собственному желанию.

## Награды
- Орден «Мехнат Шухрати» (27 августа 2002)